# Mercedes Cuenca
Mercedes Cuenca (* 20. Januar 1981) ist eine spanische Badmintonspielerin. 

## Karriere
Mercedes Cuenca wurde 1997 erstmals nationale Meisterin in Spanien. Drei weitere Titelgewinne folgten bis 2001. 2001 nahm sie auch an den Badminton-Weltmeisterschaften teil. 2000 siegte sie bei den Hungarian International.

## Sportliche Erfolge
| Saison | Veranstaltung                               | Disziplin   | Platz | Name                             |
| ------ | ------------------------------------------- | ----------- | ----- | -------------------------------- |
| 1993   | Spanien: Meisterschaft U15                  | Damendoppel | 1     | Vanessa Llacer / Mercedes Cuenca |
| 1994   | Spanien: Meisterschaft U15                  | Damendoppel | 1     | Mercedes Cuenca / Noelia Córdoba |
| 1994   | Spanien: Meisterschaft U15                  | Mixed       | 1     | Mercedes Cuenca / Josep Boluda   |
| 1995   | Spanien: Meisterschaft U15                  | Mixed       | 1     | Mercedes Cuenca / Jaime Mateu    |
| 1995   | Spanien: Meisterschaft U15                  | Dameneinzel | 1     | Mercedes Cuenca                  |
| 1995   | Spanien: Meisterschaft U15                  | Damendoppel | 1     | Mercedes Cuenca / Noelia Llamas  |
| 1996   | Spanien: Einzelmeisterschaften der Junioren | Damendoppel | 1     | Ana Ferrer / Mercedes Cuenca     |
| 1997   | Spanien: Einzelmeisterschaften              | Damendoppel | 1     | Mercedes Cuenca / Ana Ferrer     |
| 1998   | Spanien: Einzelmeisterschaften der Junioren | Dameneinzel | 1     | Mercedes Cuenca                  |
| 1998   | Spanien: Einzelmeisterschaften              | Damendoppel | 1     | Mercedes Cuenca / Ana Ferrer     |
| 1999   | Spanien: Einzelmeisterschaften der Junioren | Dameneinzel | 1     | Mercedes Cuenca                  |
| 2000   | Hungarian International                     | Damendoppel | 1     | Mercedes Cuenca / Yoana Martínez |
| 2000   | Spanien: Einzelmeisterschaften              | Mixed       | 1     | Sergio Llopis / Mercedes Cuenca  |
| 2000   | Spanien: Einzelmeisterschaften der Junioren | Dameneinzel | 1     | Mercedes Cuenca                  |
| 2001   | Weltmeisterschaft                           | Mixed       | 33    | Sergio Llopis / Mercedes Cuenca  |
| 2001   | Weltmeisterschaft                           | Damendoppel | 33    | Mercedes Cuenca / Yoana Martinez |